# Warstwa rogowa naskórka

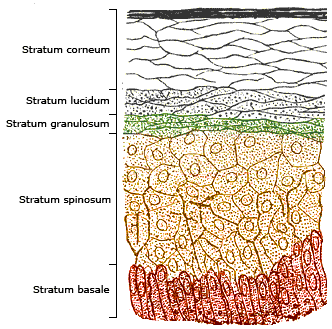
Przekrój warstw naskórka

Warstwa rogowa naskórka (łac. stratum corneum) – najbardziej zewnętrzna, wierzchnia warstwa naskórka, zbudowana z dużych, płaskich, wielościennych, martwych, bezjądrzastych komórek wypełnionych keratyną, które przemigrowały z warstwy ziarnistej. Komórki migrują z niej do stratum disjunctum, warstwy złuszczonej.